# Talipariti crestaense
Talipariti crestaense là một loài thực vật có hoa trong họ Cẩm quỳ. Loài này được (Borss. Waalk.) Fryxell mô tả khoa học đầu tiên năm 2001.